# Malattia tropicale
Le malattie tropicali sono malattie diffuse prevalentemente o esclusivamente nelle regioni tropicali e subtropicali, a causa ad esempio della presenza in quelle regioni di insetti che trasmettono queste malattie (è il caso ad esempio della tripanosomiasi africana o malattia del sonno, trasmessa dalla mosca tse-tse e della tripanosomiasi americana o malattia di Chagas, trasmessa da cimici ematofaghe del genere Triatoma) o a causa delle cattive condizioni igieniche e delle abitudini alimentari di molti paesi di queste regioni.
Le malattie sono meno diffuse nei climi temperati, in parte a causa del verificarsi di una stagione fredda, che controlla la popolazione di insetti forzandone il letargo. Tuttavia, molte erano presenti nell'Europa settentrionale e nell'America settentrionale nel XVII e XVIII secolo prima della comprensione moderna della causa della malattia. L'impulso iniziale per la medicina tropicale è stato quello di proteggere la salute dei coloni, in particolare in India sotto il Raj britannico. Gli insetti come le zanzare e le mosche sono di gran lunga i più comuni portatori di malattie o vettori. Questi insetti possono trasportare un parassita, un batterio o un virus infettivo per l'uomo e gli animali. Molto spesso la malattia viene trasmessa da un "morso" di insetto, che provoca la trasmissione dell'agente infettivo attraverso lo scambio sanguigno sottocutaneo. I vaccini non sono sempre disponibili.
L'esplorazione umana delle foreste pluviali tropicali, la deforestazione, l'aumento dell'immigrazione e l'aumento dei viaggi aerei internazionali e altri tipi di turismo nelle regioni tropicali hanno portato a una maggiore incidenza di tali malattie nei paesi non tropicali.
Esempi di malattie tropicali, oltre alla già citata tripanosomiasi, sono la dengue, la chikungunya, la febbre gialla, la malaria, la malattia da virus Ebola.